# Aubange
Aubange (Éibeng trong tiếng Luxembourg) là một đô thị của Bỉ. Đô thị này nằm ở tỉnh Luxembourg, vùng Wallonie.
Ngày 1 tháng 1 năm 2007, đô thị này có diện tích 45,91 km², có 15.193 dân với mật độ dân số 330,9 người trên mỗi km².
Đô thị, phần lớn nằm trong khu vực nói tiếng Luxembourg, giáp biên giới với Bỉ, Đại công quốc Luxembourg, và Đức.